# Lisagor
Lisagor (in armeno Լիսագոր?), anche Turchsu (in azero Turşsu), è una piccola comunità rurale del distretto di Şuşa, in Azerbaigian, fino al 2024 appartenente alla regione di Shushi nella repubblica dell'Artsakh (fino al 2017 denominata repubblica del Nagorno Karabakh).
Sorge lungo la statale che collega Shushi a Berjor.